# 16202 Шрівастава
16202 Шрівастава (16202 Srivastava) — астероїд головного поясу, відкритий 2 лютого 2000 року.
Тіссеранів параметр щодо Юпітера — 3,505.